# Brassia lanceana
Brassia lanceana es una especie de orquídea litofita y ocasionalmente epífita originaria de América. 

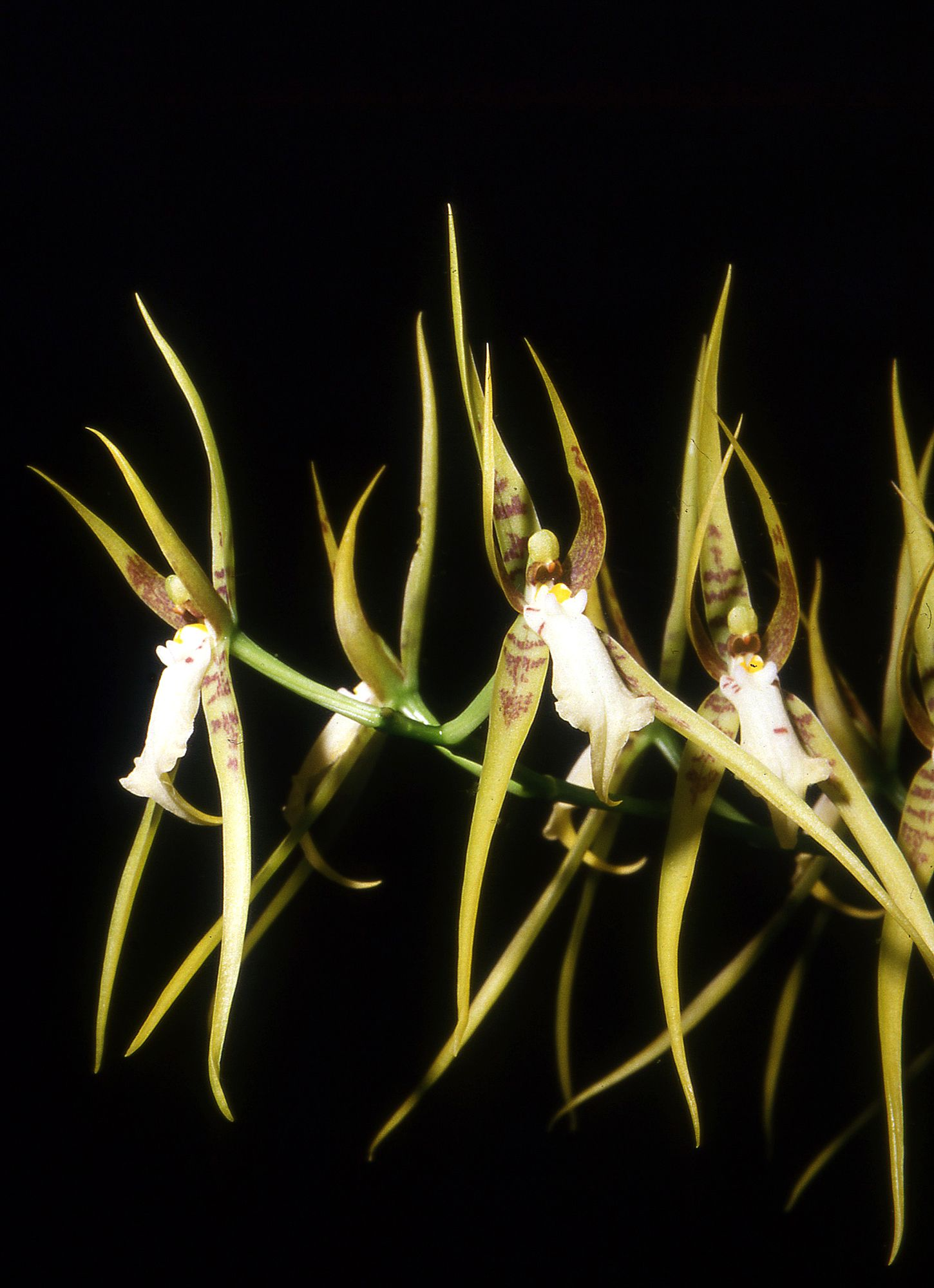
Inflorescencia

## Características
Es una especie de orquídea epífita de tamaño mediano que prefiere el clima cálido, con hábitos de epifita con pseudobulbos ovado-elípticos a ovado-oblongos, moderadamente comprimidos, surcados, en ángulo obtuso, y  hojas alargadas, estrechándose en la base peciolada, conduplicada, acuminada, carenada y finamente coriácea. Florece en el otoño en una inflorescencia axilar de 60 cm de largo, suberecta a arqueada, con 7-18 flores vistosas y fragantes que surgen en un pseudobulbo maduro.

## Distribución y hábitat
Se encuentra en Tobago, Venezuela y las Guayanas, Panamá, Colombia, Ecuador, Perú y Brasil en los bosques montanos húmedos en elevaciones de 150 a 1200 metros.

## Taxonomía
Brassia lanceana fue descrita por John Lindley en Edwards's Botanical Register 21: t. 1784. 1835.
Etimología
El nombre del género Brassia (abreviado Brs.) fue otorgado en honor de William Brass, un ilustrador de botánica del siglo XIX.

lanceana: epíteto otorgado en honor de Lance un recolector de orquídeas inglés de los años 1800.
Sinónimos
- Brassia forgetiana auct.
- Brassia lanceana var. macrostachya (Lindl.) Lindl.
- Brassia lanceana var. minor Schltr.
- Brassia lanceana var. pumila (Lindl.) Lindl.
- Brassia macrostachya Lindl.
- Brassia pumila Lindl.
- Oncidium suaveolens Rchb.f.[3][4]